# Stefan Kraft
Stefan Kraft (* 13. května 1993 Schwarzach im Pongau) je rakouský skokan na lyžích.
Ve Světovém poháru závodí od ledna 2012 (debutoval v Bischofshofenu). K 28. říjnu 2018 má na kontě 12 individuálních a 4 týmová vítězství. S rakouským týmem se stal juniorským mistrem světa 2011. Vyhrál celkové pořadí Turné čtyř můstků 2015. Na Mistrovství světa v klasickém lyžování 2015 vybojoval stříbrnou medaili v soutěži družstev a bronz na středním můstku. Na Mistrovství světa v letech na lyžích 2016 v Bad Mitterndorfu skončil na třetím místě v soutěži jednotlivců i družstev. Jeho osobní rekord je 253,5 metru (světový rekord). Na Mistrovství světa v klasickém lyžování 2017 získal zlatou medaili v závodě na středním můstku. Následně získal zlatou medaili i na velkém můstku a stal se tak jedním z mála skokanů, kteří na MS vyhráli oba individuální závody. Je také výhercem Světového poháru z roku 2017 a také turnaje Raw Air z téhož roku.